# Persephona subovata
Persephona subovata är en kräftdjursart. Persephona subovata ingår i släktet Persephona och familjen Leucosiidae. Inga underarter finns listade i Catalogue of Life.